# 삼성 갤럭시 폴드
삼성 갤럭시 폴드(Samsung Galaxy Fold)는 삼성전자가 개발한 안드로이드 하이브리드 폴더블 스마트폰이다. 2019년 2월 21일 모습을 드러낸 이 제품은 2019년 4월 26일 미국에서 처음 출시될 예정이였으나 제품에서 많은 문제가 발생해 삼성에서 출시 전날 출시를 5월로 출시를 미루다 2019년 9월 6일 대한민국에서 첫 판매를 시작했다.
이 장치는 펼치면 7.3인치 태블릿 크기의 플렉서블 디스플레이가 노출된다.
이 장치를 접으면 4.6인치 약 갤럭시 S3 크기의 작은 디스플레이가 노출된다.
외부 디스플레이 비율은 3:5
내부 디스플레이 비율은 21:9이다.
한국에서는 2024년 7월 12일부터 18일까지 갤럭시 z폴드6 자급제 사전판매가 진행되었고, 정식 출시는 7월 24일부터 진행되었다.

## 개발
삼성은 2018년 11월 개발자 콘퍼런스에서 갤럭시 폴드 프로토타입과 "인피니티 플렉스 디스플레이"(Infinity Flex Display)를 공개하였으며, 삼성의 안드로이드 배포판과 새로 선보인 One UI 소프트웨어의 적용을 발표하였다. 구글은 안드로이드의 지원 폴더블 장치의 OEM(주문자 상표에 의한 제품 생산자)들과 함께 작업할 것이라고 언급하였다.

## 사양
갤럭시 Z 시리즈에서 갤럭시 폴드는 2개의 AMOLED 디스플레이를 포함하고 있으며, 전면 커버는 한 손으로 잡아 사용할 수 있도록 설계된 크기가 작은 4.65인치 디스플레이가 가운데 있으며, 장치를 펼치면 7.3인치 디스플레이가 노출된다. 삼성은 최대 200,000번 펼칠 수 있다고 평가하였다. 태블릿 화면에는 오른쪽 상단 모서리 부분에 큰 노치가 포함되어 있다. 전원 단추는 지문 인식기를 포함하고 있다. 삼성은 7나노미터 생산 공정의 64비트 CPU에 12GB의 RAM, 그리고 512 GB의 확장 불가 스토리지 외에 어느 SoC를 갤럭시 폴드에 사용하는지 밝히지 않았다. 갤럭시 폴드는 5G 모델과 함께 판매된다.
이 장치는 양쪽에 배터리가 각각 한개로 총 두개가 있으며 용량은 총 4380 mAh이다. 갤럭시 폴드는 수많은 카메라가 포함되어 있는데, 후면 카메라 렌즈 3개(12메가픽셀, 12메가픽셀 텔레포토, 16메가픽셀), 10메가픽셀의 커버의 전면 카메라, 10메가픽셀 2차 전면 카메라가 있으며 RGB 심도 센서가 함께 포함되어 있다.
갤럭시 폴드는 안드로이드 9.0 "파이"와 삼성의 One UI 소프트웨어를 탑재할 예정이다. 지원되는 앱들은 사용자가 디스플레이를 열 때 전화와 태블릿 지향 레이아웃 간 전환이 가능하다. 그 외에도, 사용자는 최대 3개의 각기 다른 앱을 한 번에 다중 작업을 할 수 있다.
주의할 점은 액정보호필름을 뜯지 않는 것이다. 뜯으면 액정이 정상작동하지 않기 때문이다.

## 같이 보기
- 삼성 갤럭시 노트 시리즈
- 삼성 갤럭시 Z 시리즈
- 스마트폰 비교